# Kašpar Mašek
Kašpar Mašek, ve Slovinsku znám jako Gašpar Mašek, Maschek či Mascek (6. ledna 1794 Praha – 13. května 1873 Lublaň), byl český skladatel působící ve Slovinsku.

## Život
Pocházel z hudební rodiny Mašků. Byl synem varhaníka a hudebního skladatele Vincence Maška a bratrem skladatele Albína Maška. Jeho strýcem byl varhaník a hudební skladatel Pavel Lambert Mašek.
Základní hudební vzdělání získal u otce a u něj také vypomáhal v chrámu sv. Mikuláše v Praze jako varhaník. V letech 1812–1815 byl vojenským kapelníkem 8. ruské divize a poté dirigentem divadelního orchestru ve Štýrském Hradci. V roce 1820 se stal dirigentem v divadle v Lublani a také zde učil na hudební škole Filharmonické společnosti. V této funkci ho v roce 1854 vystřídal jeho syn, rovněž hudební skladatel, Kamilo Mašek.
Kašpar Mašek zemřel 13. května 1873 v Lublani ve věku 79 let. Pohřben byl na hřbitově u sv. Kryštofa v Lublani. Hřbitov byl ve 20. letech 20. století zrušen a přeměněn na pietní park. Mašek je zde připomenut na symbolickém náhrobku spolu s dalšími zde pohřbenými hudebníky českého původu, Antonínem Nedvědem a Jiřím Flajšmanem.

## Dílo
Zkomponoval dvě opery a operetu na německá libreta. Kromě toho byl autorem řady písní a sborů a hodně se věnoval hudbě pro chrámové účely. Ve Strážnici byla nalezena baletní suita, která je patrně rovněž jeho dílem. Je uložena v Hudebním oddělení Moravského zemského muzea v Brně.

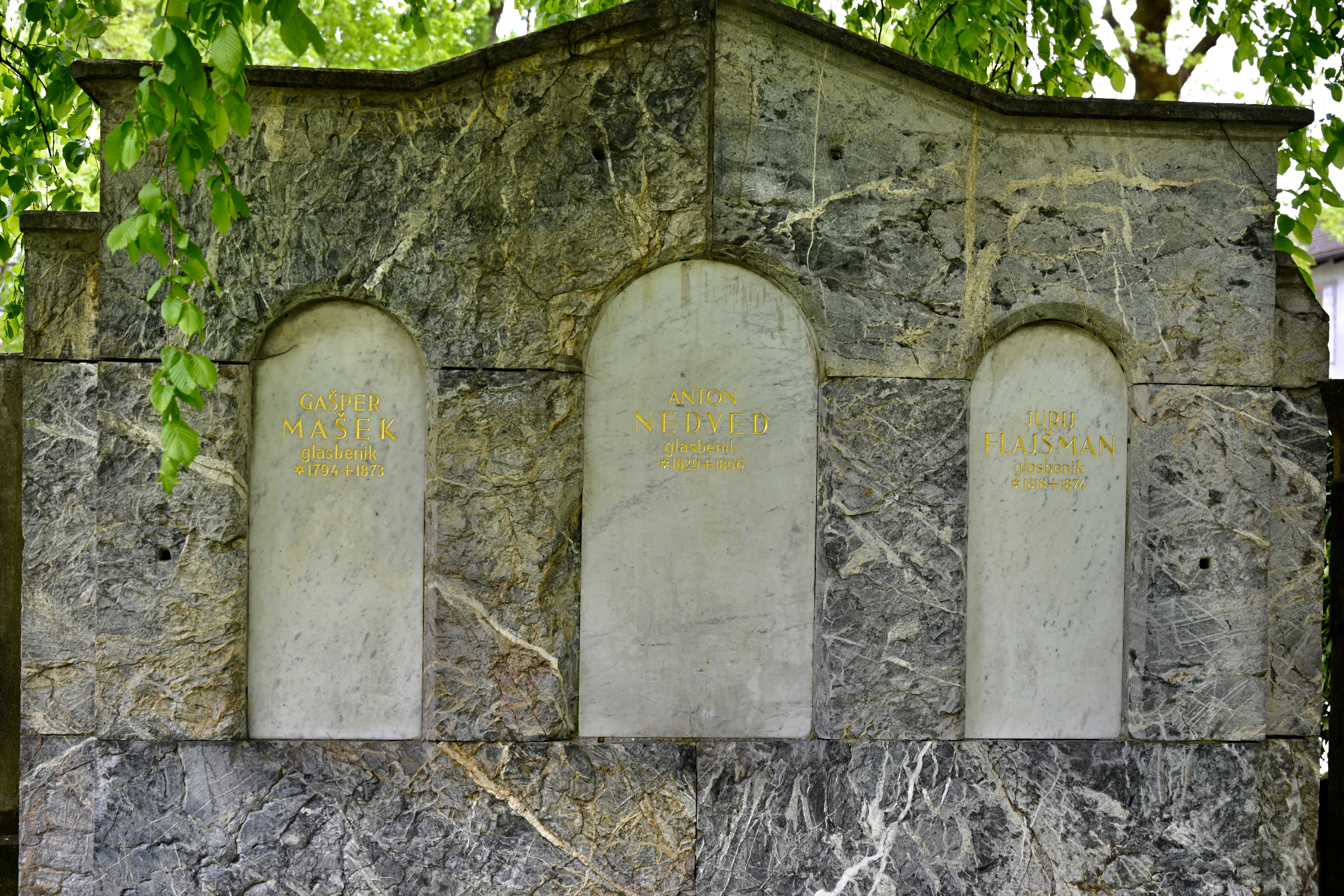
Náhrobek tří hudebníků, Kašpara Maška, Antonína Nedvěda a Jiřího Flajšmana, na místě zrušeného hřbtova u sv. Kryštofa v Lublani